# 外国語青年招致事業
外国語青年招致事業（がいこくごせいねんしょうちじぎょう、英称：The Japan Exchange and Teaching Programme）は、地方公共団体が総務省、外務省、文部科学省及び一般財団法人自治体国際化協会 （CLAIR）の協力の下に実施する事業。英語の略称である『JETプログラム（ジェット・プログラム）』という名称も頻繁に用いられ、事業参加者は総じてJETと呼ばれることになる。

## 概要

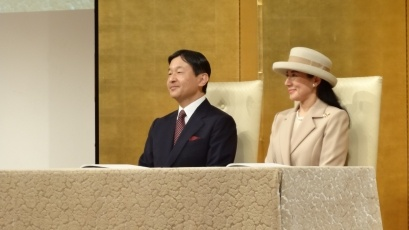
JETプログラム30周年記念式典に臨席した皇太子徳仁親王（左）、同妃雅子（右）（2016年11月7日、京王プラザホテルにて）

主に英語を母語とする大学卒業者を日本に招聘する。招聘された人材は、外国語指導助手 (ALT)、国際交流員 (CIR)、スポーツ国際交流員 (SEA)の3つの職種に分けられ従事する。それぞれ職種に応じて、小学校、中学校、高等学校、地方公共団体の国際交流担当部局等に、それぞれ配置されることになる。
昭和62年（1987年）度から開始され、20年目を迎えた2006年度には、44カ国の国々から5,508人が事業に採用され、世界で最大の語学指導を行う招致事業となった。約半数はアメリカから来日しており、他の100名以上の参加がある国は、イギリス、アイルランド、カナダ、オーストラリア、ニュージーランドとなっている。日本国籍を保持する者は、国籍の離脱手続きを行うことで参加が可能となる。主な参加要件としては、40歳未満であること、3年以上の日本在住歴がないこと、などが挙げられる。参加者の90%が外国語指導助手として従事することになる。

## 外国語指導助手(ALT)
ALTの職務は、外国語指導主事(ETCと呼ばれる英語指導主事のことが多い)、割り当てられた指導教官や外国語教師(日本人英語教師のことが多い)の指導の下で行われる。職務内容には、次のようなものがある。
- 日本人の外国語教師の行う授業の補助
- 指導教材の準備の補助
- 日本人外国語教師の養成の補助
- 「英語(仏語/独語)が話される社会」についての紹介の補助
- 様々な課外活動の補助
- 外国語指導主事への言語や関連する情報の提供(言葉の使用法、発音、等)
- 外国語の演説大会の補助
- 外国語教育や地域の国際交流に関連する活動への参加

## 国際交流員(CIR)
国際交流員の職務は、県庁、市役所、町村役場など配属される職場における部署の長の指導の下で行われる。国際交流員の職務には、次のようなものがある。
- 地方自治体が担当する国際活動に関連する事業の補助(冊子の翻訳/編集の監修、国際プログラム実施への助言、外国語の学習援助、地方自治体や非政府組織が企画する国際交流プログラムの計画や構想の支援、海外からの来客の接待、国際イベントにおける通訳)
- 公務員の語学習得支援
- 国際交流に参加する地域の私的/公的組織の活動への助言/参加
- 文化的な活動の支援や地域住民の語学習得支援
- 配属される団体特有の職務

## スポーツ国際交流員(SEA)
スポーツ国際交流員の役割は、スポーツ・トレーニングやスポーツに関連する企画の立案の補助を行うことである。スポーツ国際交流員の職務は、次のようなものがある。
- 地方自治体が実施するスポーツ・トレーニング講座の補助(スポーツ計画の、企画、立案、遂行に対しての助言を含む)
- 地域の才能ある競技者の養成の補助
- 地方自治体の職員や住人のスポーツ･トレーニングの補助
- 国際交流に参加する地域の団体や組織が企画するスポーツ事業計画の補助
- 配属される団体特有の職務

## その他
- JETプログラムに採用された外国人は有給の臨時職員（有期）として職務にあたる。2011年までに任用された参加者の年収は税引き後約360万円。2012以降任用された参加者は１年目に約336万円、２年目に約360万円、3年目に約390万円、4年目、5年目いずれも約396万円の年収で、すべて税引き前となった。[1]年収のほかに一回来日と帰国の渡航費用、社会保障費の半分ほかは採用団体、自治体が負担する。住居費を採用団体が負担することもある。[2]契約は1年ごとの更新制で参加者と採用者との合意により最高4回（最長5年）まで更新できる。
- 2010年5月の事業仕分けで「見直し」事業に分別された。なお、この評価について日米文化教育交流会議は反対声明を提出している。